# Острів Де-Ліврона
О́стрів Де-Лівро́на (рос. Остров Де-Ливрона) — невеликий острів у затоці Петра Великого Японського моря. Знаходиться за 7,6 км на південний схід від мису Клерка, що на материку, та за 7,3 км на північний захід від острова Великий Пеліс. Адміністративно належить до Хасанського району Приморського краю Росії.

## Географія
Протяжність острова з південного заходу на північний схід становить приблизно 1150 м, максимальна ширина 450 м. Поверхня острова в основному пласка, заросла травою, чагарниками та широколистим лісом. Східний та південний береги високі, скелясті, стрімкі, червонуватого кольору. Біля берега лежать груди каміння. Західний та північний береги менш скелясті. Західний берег обмежений пляжем. На південний схід від острова тягнеться кам'яниста банка Де-Ліврона глибиною 4,6 м. Острів входить до складу Далекосхідного морського заповідника.

## Історія
Острів був відкритий 1851 року французькими китобоями, а в 1852 році описаний моряками французького бригу «Каприз». Росіянами вперше досліджений та описаний в 1854 році екіпажами фрегата «Паллада» та шхуни «Восток». Ретельно досліджений та нанесений на морську карту в 1863 році експедицією підполковника корпусу флотських штурманів Василя Бабкіна з борту корвета «Калевала». Тоді ж і названий на честь офіцера корвета А. К. Де-Ліврона.